# Ton Wouters
Antonius (Ton) Wouters (Hapert, 20 januari 1958) was een Nederlandse profvoetballer die onder andere uitkwam voor PSV en Helmond Sport.
Wouters begon met voetballen in de jeugd van VV Hapert, waarna hij de overstap maakte naar de Eindhovense voetbalclub PSV. In het seizoen 1976/77 was Wouters voor het eerst onderdeel van de selectie en maakt vervolgens zijn debuut in de Eredivisie, maar wist uiteindelijk niet te overtuigen. Na dat seizoen mocht Wouters het proberen bij eerste divisionist Helmond Sport, hier wist Wouters zich zelf te bekronen met een vaste basisplaats en dwong zo een terugkeer naar PSV af. Ook de terugkeer in Eindhoven was geen succes en zo werd Wouters verkocht aan de club KFC Winterslag, die dat seizoen uitkwam in de Belgische eerste klasse, het hoogste niveau in België. Wouters speelde nog voor FC Eindhoven en KFC Diest.